# Cleora injectaria
Espèce
Synonymes
- Boarmia compactaria Walker, 1863[1]
- Boarmia injectaria Walker, 1860[1]
- Boarmia sublectaria Walker, 1863[1]
- Chogada fuliginosa Warren, 1894[1]
- Chogada vittata Warren, 1899[1]
- Cleora anidryta Prout, 1929[1]
- Cleora dobboensis Prout, 1929[1]
- Cleora vittata Warren, 1899[1]

Cleora injectaria est une espèce de lépidoptères (papillons) de la famille des Geometridae.
On le trouve dans les régions tropicales depuis l'écozone indomalaise et australasienne jusqu'aux îles Fidji et en Nouvelle-Calédonie.

## Liste des sous-espèces
Selon Catalogue of Life (29 novembre 2020) :
- sous-espèce Cleora injectaria anidryta Prout, 1928
- sous-espèce Cleora injectaria dobboensis Prout, 1929
- sous-espèce Cleora injectaria fuliginosa Warren, 1894
- sous-espèce Cleora injectaria vittata Warren, 1899

## Galerie

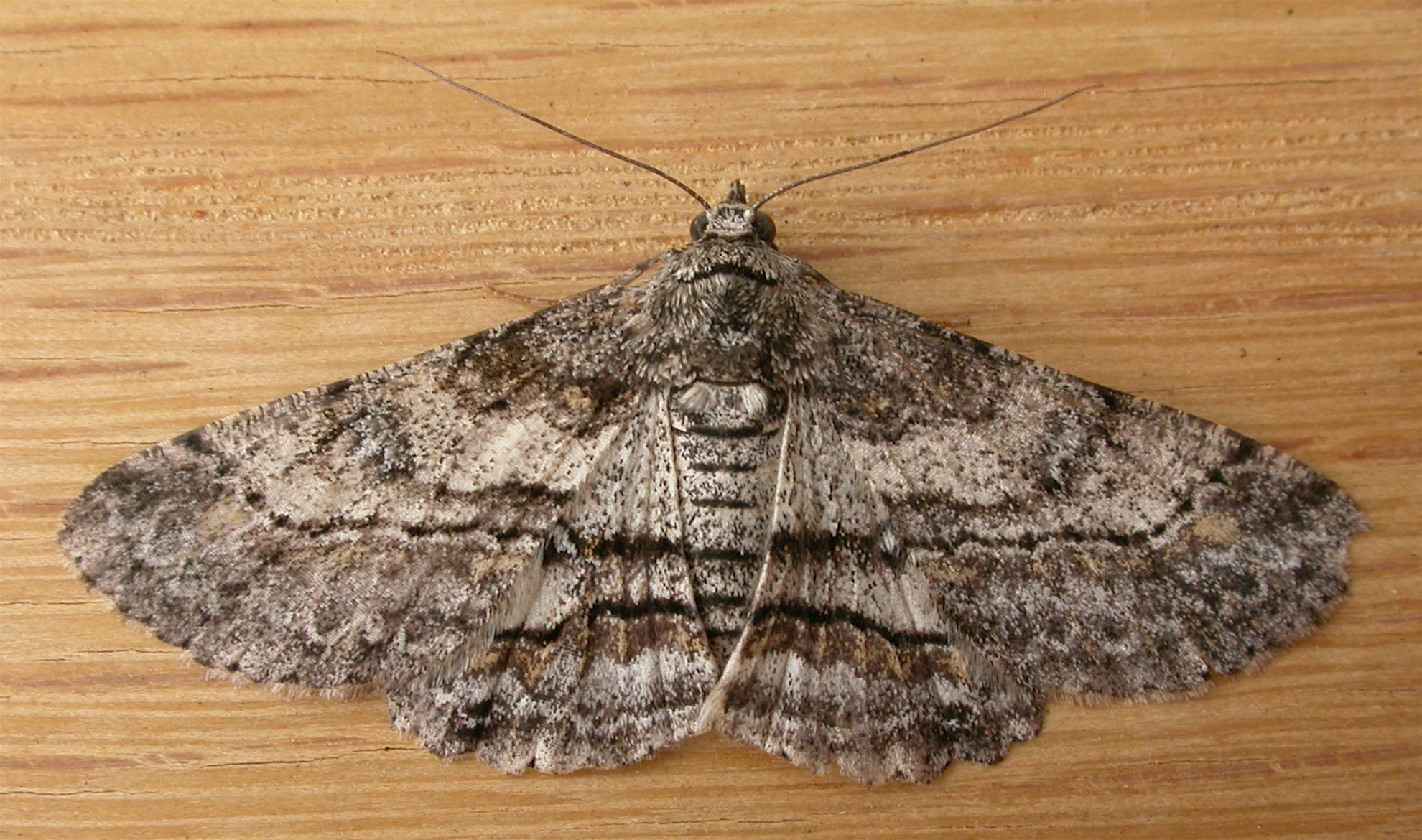
Autre forme